# Hoobastank
A Hoobastank (h∞bastank-ként stilizálva) egy amerikai rockegyüttes. Jelenlegi tagok: Doug Robb, Dan Estrin, Chris Hesse és Jesse Charland. 1994-ben alakultak meg a Los Angeles állambeli Agoura Hills városban. Eleinte "Hoobustank" néven működtek, később változtatták meg az "u" betűt "a"-ra. Olyan nagy lemezkiadóknál jelennek meg albumaik, mint az Island Records (2001-től 2012-ig), 2012-től 2017-ig az EMI, 2017 óta a Napalm Records. Nevük onnan származik, hogy Doug Robb a BMW Motorrad alelnöke volt, és az ott lévő "Hooba Street" nevű utcát "Hoobastank"-ként ejtette. Post-grunge, alternatív metal, funk metal, nu metal műfajokban játszanak, első nagylemezükön még ska punkot is játszottak.

## Diszkográfia/Stúdióalbumok
- They Sure Don't Make Basketball Shorts Like They Used To (1998, Hoobustank néven)
- Hoobastank (2001)
- The Reason (2003)
- Every Man for Himself (2006)
- For(N)ever (2009)
- Fight or Flight (2012)
- Push Pull (2018)